# STS-101
La STS-101 è una missione spaziale del Programma Space Shuttle.

## Equipaggio
- Comandante: James D. Halsell, Jr. (5)
- Pilota: Scott J. Horowitz (3)
- Specialista di missione: Mary E. Weber (2)
- Specialista di missione: Jeffrey N. Williams (1)
- Specialista di missione: James S. Voss (4)
- Specialista di missione: Susan J. Helms (4)
- Specialista di missione: Jurij Vladimirovič Usačëv (3)

Tra parentesi il numero di voli spaziali completati da ogni membro dell'equipaggio, inclusa questa missione.

## Parametri della missione
- Massa:
  - Navetta al rientro con carico utile: 100.369 kg
  - Carico utile: 1.801 kg
- Perigeo: 332 km
- Apogeo: 341 km
- Inclinazione: 51,6°
- Periodo: 1 ora e 31 minuti

### Attracco con l'ISS
- Aggancio all'ISS: 20 maggio 2000, 4:30:45 UTC
- Sgancio: 26 maggio 2000, 23:03:00 UTC
- Durata dell'attracco: 5 giorni, 18 ore, 32 minuti e 15 secondi

### Passeggiate spaziali
- Voss e Williams  - EVA 1
  - Inizio EVA 1: 22 maggio 2000 - 1:48 UTC
  - Fine EVA 1: 22 maggio 2001 - 8:32 UTC
  - Durata: 6 ore e 44 minuti